# Daly Waters
Daly Waters – miejscowość w Terytorium Północnym w Australii w odległości 620 km na południe od Darwin.
Nazwa miejsca została nadana przez Johna McDouall Stuarta, podczas jednej z wypraw przez Australię w roku 1862 i pochodzi od nazwiska sir Dominicka Daly'ego i źródeł wody.
Daly Waters położona jest przy skrzyżowaniu dróg północ-południe Stuart Highway i wschód-zachód Highway 1. Miejsce funkcjonuje jako przystanek odpoczynkowy dla podróżujących turystów. Najbardziej znanym miejscem w miasteczku, jest pub założony w 1930 roku.
W Daly Waters znajduje się lotnisko, które przed skonstruowaniem silników odrzutowych, obsługiwało krajowe i międzynarodowe połączenia lotnicze.  W okresie II wojny światowej było bazą dla lotnictwa bombowego. Obecnie obsługuje małe samoloty prywatnych właścicieli, małe turystyczne i pocztowe (kurierskie).